# Барон Эштон Хайдский
Барон Эштон Хайдский из Хайда в графстве Чешир — наследственный титул в системе Пэрства Соединённого королевства. Он был создан 28 июня 1911 года для британского промышленника и либерального политика Томаса Эштона (1855—1933). Ранее он заседал в Палате общин Великобритании от Хайда (1885—1886) и Лутона (1895—1911).
По состоянию на 2024 год носителем титула являлся его правнук, Томас Генри Эштон, 4-й барон Эштон Хайдский (род. 1958), который стал преемником своего отца в 2008 году.

## Бароны Эштон Хайдские (1911)
- 1911—1933: Томас Гайр Эштон, 1-й барон Эштон Хайдский (5 февраля 1855 — 1 мая 1933), сны Томаса Эштона (1818—1898)[1]
- 1933—1983: Томас Генри Рэймонд Эштон, 2-й барон Эштон Хайдский (2 октября 1901 — 21 марта 1983), второй (младший) сын предыдущего[2]
- 1983—2008: Томас Джон Эштон, 3-й барон Эштон Хайдский (19 ноября 1926 — 2 августа 2008), старший сын предыдущего[3]
- 2008 — настоящее время: Томас Генри Эштон, 4-й барон Эштон Хайдский (род. 18 июля 1958), старший сын предыдущего[4]
  - Наследник титула: достопочтенный Джон Эдвард Эштон (род. 8 января 1966), младший брат предыдущего[5].